# ガボン社会党
ガボン社会党（ガボンしゃかいとう、フランス語: Parti Socialiste Gabonais、略称:PSG、英語: Gabonese Socialist Party）は、ガボンの政党。1992年創設。党首はオーギュスタン・ムサヴュー・キング。
2005年の大統領選挙では、オーギュスタン・ムサヴュー・キングが立候補し5人中4位。